# Imbrasia vesperina
Imbrasia vesperina är en fjärilsart som beskrevs av Stoneham 1962. Imbrasia vesperina ingår i släktet Imbrasia och familjen påfågelsspinnare. Inga underarter finns listade i Catalogue of Life.